# Öregrund

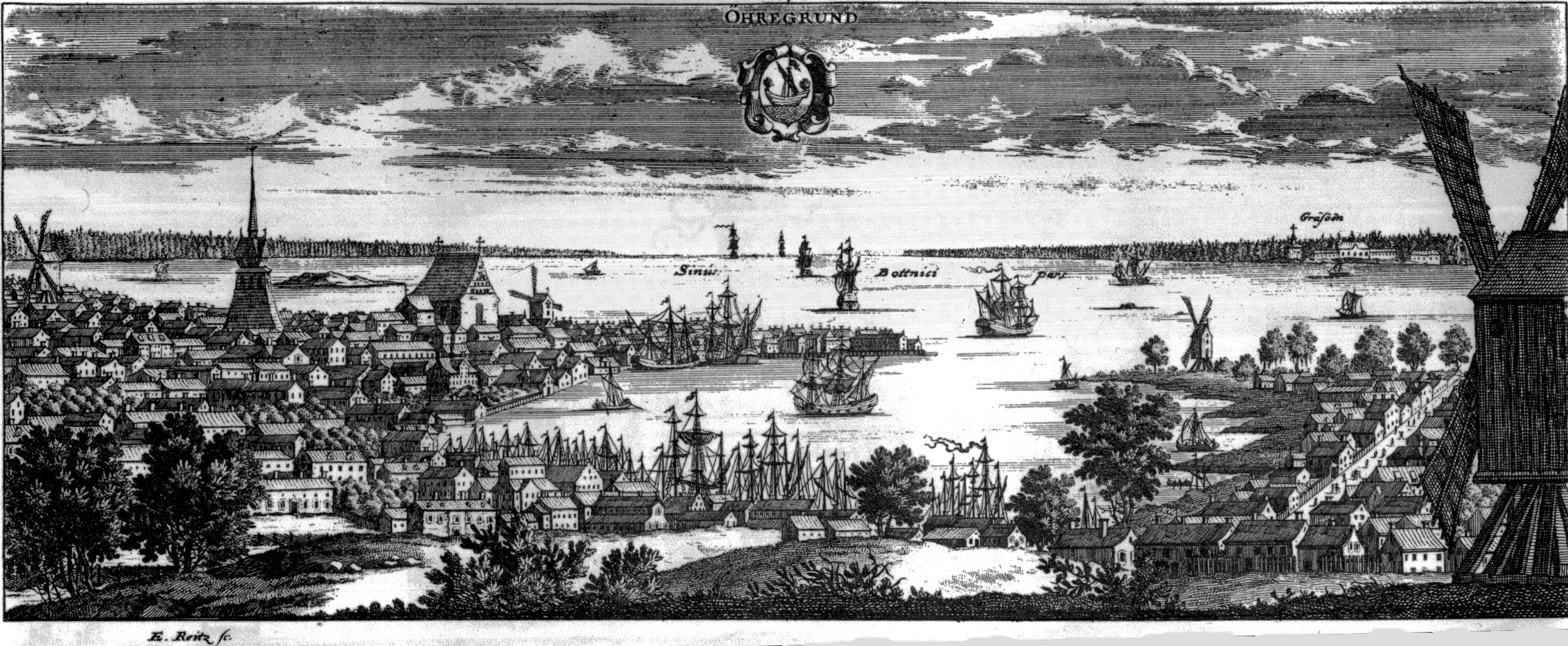
Öregrund um 1700. Kupferstich aus Suecia antiqua et hodierna

Öregrund ist eine Ortschaft (tätort) in der schwedischen Provinz Uppsala län mit etwa 1.600 Einwohnern. Sie zählt zu den kleinsten ehemaligen Städten Schwedens.

## Geschichte
Der Ort zeichnet sich dadurch aus, dass er eine der am besten erhaltenen Holzstädte des Landes darstellt. Aufgrund dieser Tatsache ist Öregrund ein beliebtes Touristenziel. Somit verdoppelt sich jeden Sommer die Einwohnerzahl des Ortes. Im Kontrast zu den Holzbauten steht die mittelalterliche Steinkirche auf einer Anhöhe. Öregrund hat über die Jahrhunderte keine nennenswerte Expansion erlebt, da es keine bedeutende Industrie gibt und auch aufgrund der Nähe zur Ortschaft Östhammar. In Öregrund gab es schon sieben Großbrände, doch der Hauptteil der Bebauung stammt noch aus dem 18. oder 19. Jahrhundert.
Der Ort entstand als Vorort von Östhammar und erhielt um 1490 die Stadtrechte. Während der Kalmarer Union wurde Öregrund auf Order von Christian II. niedergebrannt, doch Gustav Wasa ließ ihn wieder errichten. Der Ort diente hauptsächlich als Hafen für die Eisenprodukte aus Uppland. Eine weitere Plünderung durch russische Truppen erlebte Öregrund 1719 in der Schlussphase des Großen Nordischen Krieges.
Zum Ende des 19. Jahrhunderts entwickelte sich Öregrund zu einem Kurort. Viele Bürger aus anderen schwedischen Städten kauften sich eine Sommerresidenz in Öregrund, die zu anderen Jahreszeiten leer stand. Aufgrund sinkender Steuereinnahmen kam die Stadt in ökonomische Probleme. Man musste sich bald den Bürgermeister mit der Nachbarstadt teilen und wurde später zu einem administrativen Teil von Östhammar.

## Sehenswürdigkeiten

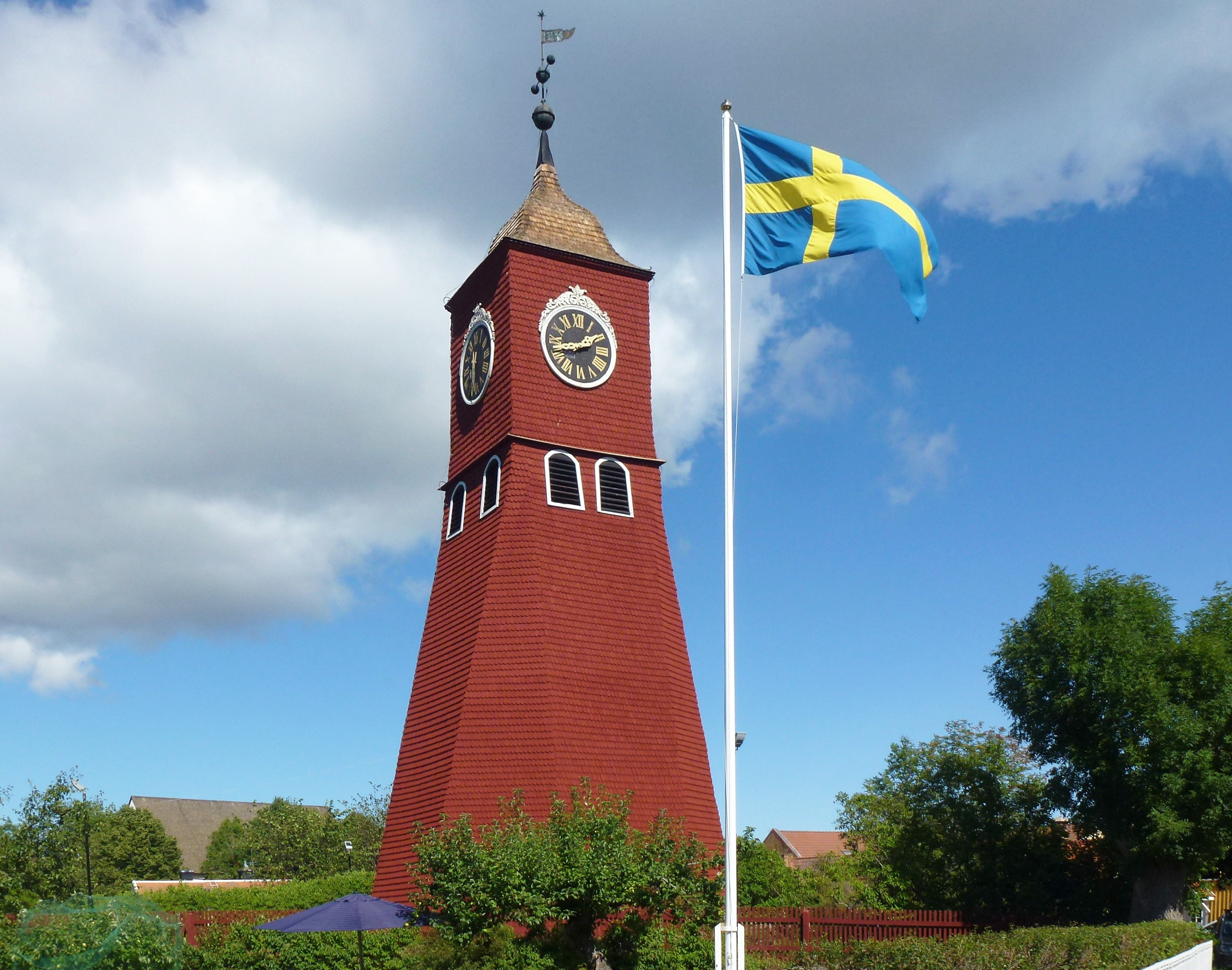
Glockenturm
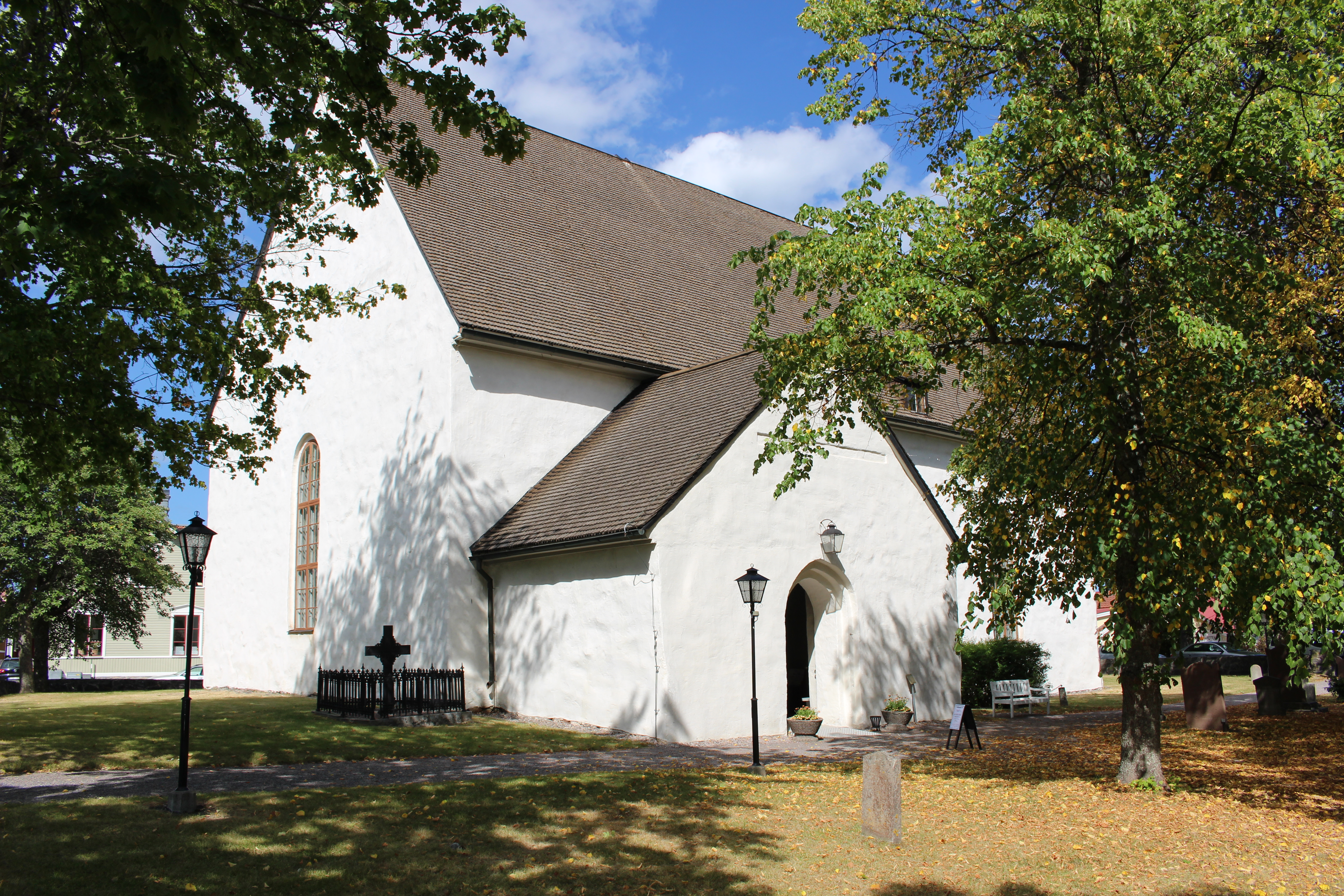
Steinkirche
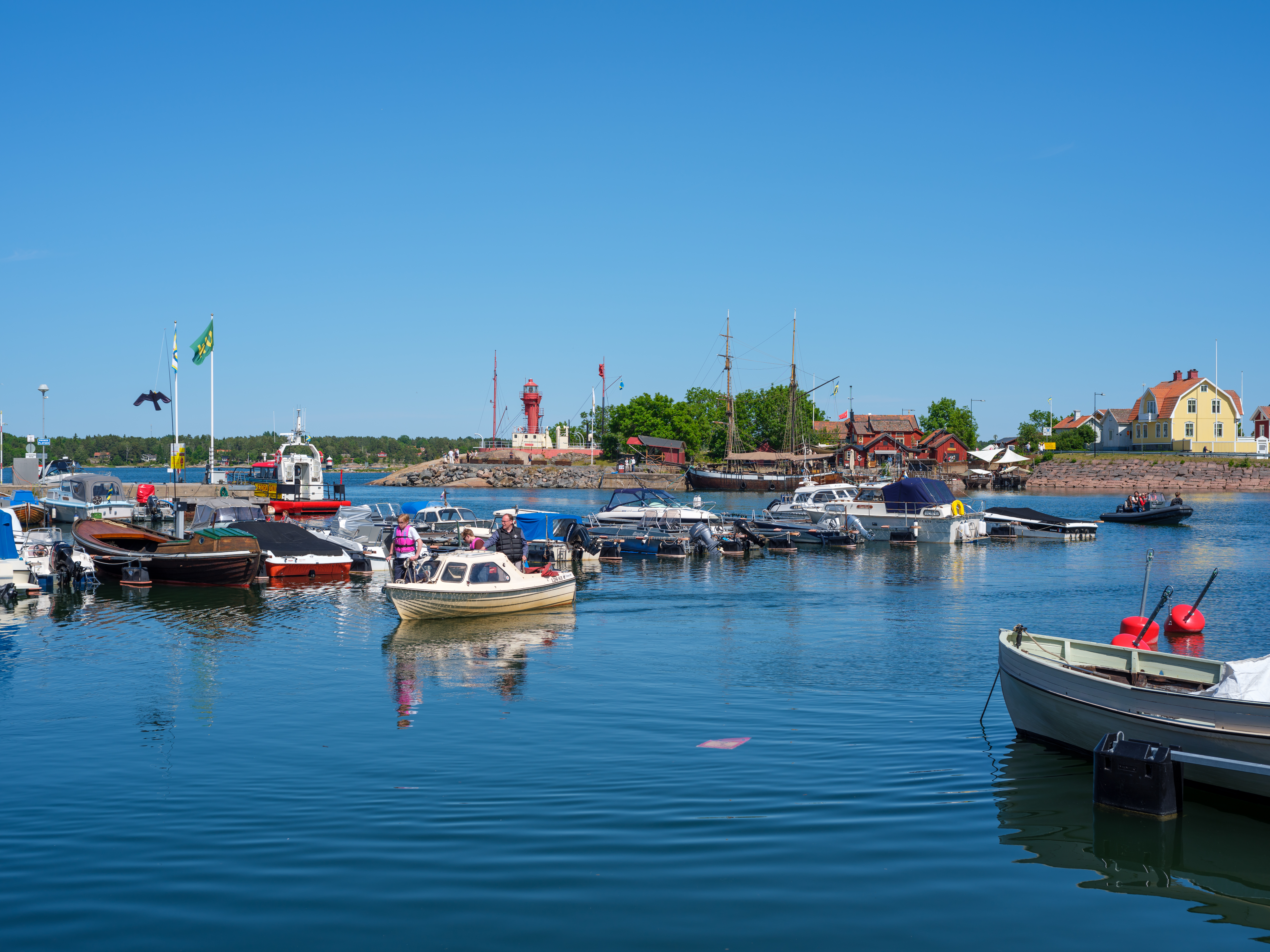
Hafen
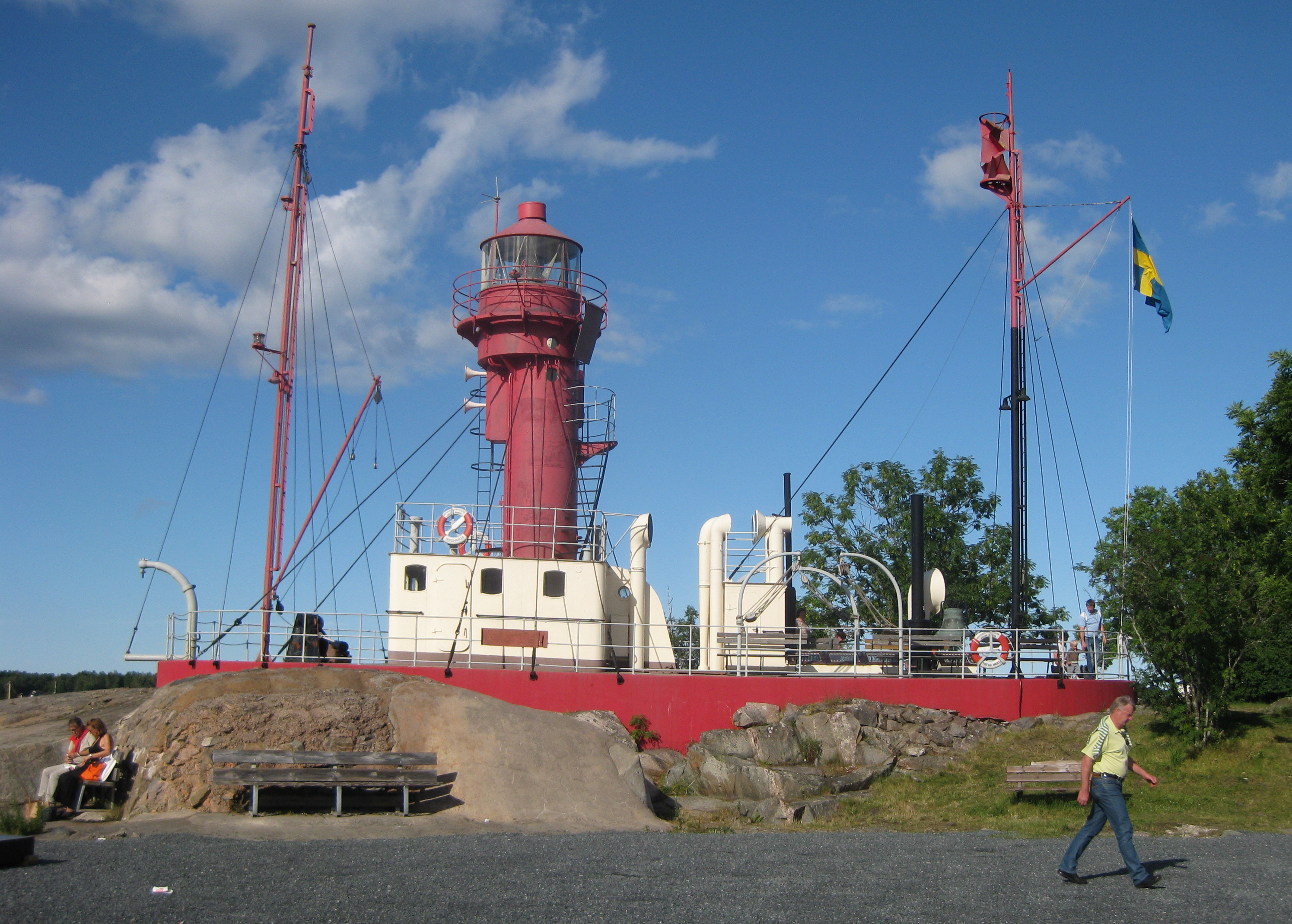
Leuchtturm